# 1025
| 1025               |
| ------------------ |
| Dødsfald - Fødsler |
|                    |

| Gregoriansk kalender | 1025 MXXV               |
| Ab urbe condita      | 1778                    |
| Armensk kalender     | 474 ԹՎ ՆՀԴ              |
| Kinesiske kalender   | 3721 – 3722 甲子 – 乙丑 |
| Etiopisk kalender    | 1017 – 1018             |
| Jødisk kalender      | 4785 – 4786             |
| Hindukalendere       |                         |
| - Vikram Samvat      | 1080 – 1081             |
| - Shaka Samvat       | 947 – 948               |
| - Kali Yuga          | 4126 – 4127             |
| Iransk kalender      | 403 – 404               |
| Islamisk kalender    | 416 – 417               |

Konge i Danmark: Knud den Store 1019-1035
Se også 1025 (tal)

## Dødsfald
- 17. juni – Boleslav 1. af Polen (Boleslaw I. Chrobry) – prins af Polen og Tjekkiet og konge af Polen.